# Angel Daleman
Angel Mila Diana Daleman (ur. 25 marca 2007) – holenderska łyżwiarka szybka, złota medalistka mistrzostw świata.

## Kariera
Na mistrzostwach świata juniorów w Inzell w 2024 zdobyła złote medale w biegu na 1000 m, 1500 m, starcie masowym, wieloboju, biegu drużynowym i sprincie drużynowym, w biegu na 500 m była druga, a na 3000 m zajęła trzecie miejsce. Na rozgrywanych rok później mistrzostwach świata juniorów w Hachinohe zwyciężyła w biegach na 500 m, 1000 m i 1500 m, wieloboju, starcie masowym i sprincie drużynowym, a w biegu drużynowym była druga.
W 2024 wystartowała na igrzyskach olimpijskich młodzieży w Gangneung, zdobywając cztery medale. W biegu na 500 m, 1500 m i starcie masowym była najlepsza, a w sztafecie mieszanej zajęła trzecie miejsce.
Na mistrzostwach świata na dystansach w Hamar w 2025 zdobyła złoty medal w sprincie drużynowym. W biegu na 500 m zajęła tam 14. miejsce.